# Conventillo

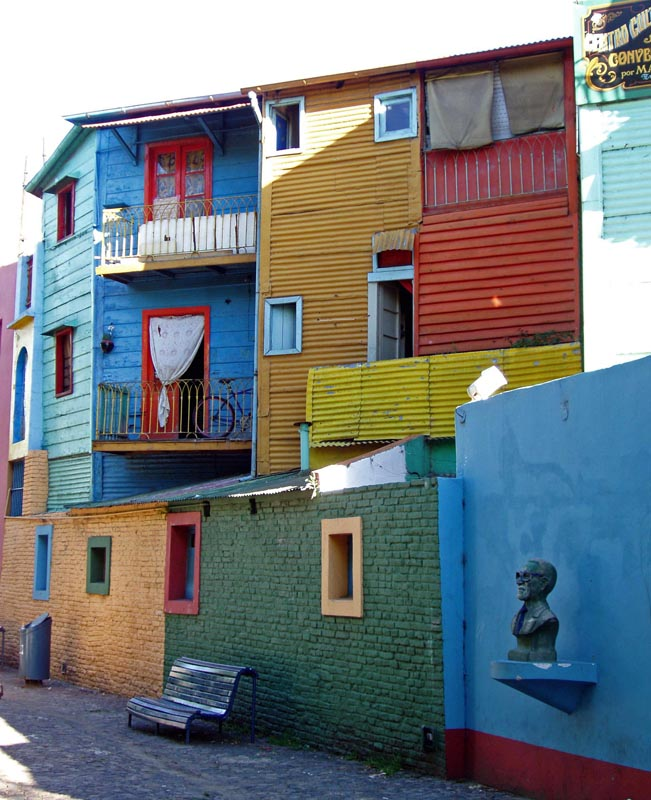
Conventillo en el barrio de La Boca, Buenos Aires.

Conventillo (del diminutivo de convento) es como se denomina a un tipo de vivienda urbana colectiva, también conocida como inquilinato, en Argentina, Chile, Paraguay y Uruguay, mesón en El Salvador, vecindad en México y casa de vecindad en España. Se trata de una vivienda donde una familia o un grupo de hombres solos alquilaban cuartos. Los servicios (como comedor y baños) solían ser comunes para todos los inquilinos.
Muchas veces el conventillo representaba el uso tardío de casas residenciales o petits hotels en vecindarios que habían descendido de categoría social. Solían presentar malas condiciones sanitarias, por el hacinamiento. En general, estaban estructurados en galerías alrededor de uno o varios patios centrales, las paredes y el techo eran de chapas metálicas y la estructura de vigas de madera afirmadas con piedras o ladrillos.

## Sinonimia
A los conventillos en México se les conoce como vecindades.
En Nicaragua se conocen como cuarterías, pero cada pieza contiene su propia cocina y comedor. Empero, la lavanderia y los inodoros son comunales.
En Perú son las "quintas" (clase media, media-baja y baja - hay algunas quintas muy bonitas y limpias) o "callejones" (específicamente clase muy pobre, y un ambiente muy insalubre). En Brasil son los cortijos o casas de acomodo, en Puerto Rico los caseríos y en El Salvador se conocen como mesones.
En Cuba y en Canarias se les conoce como ciudadelas o solares.
En España se denominan corralas, corrales o corralones y patios o casa de vecinos.

## Historia

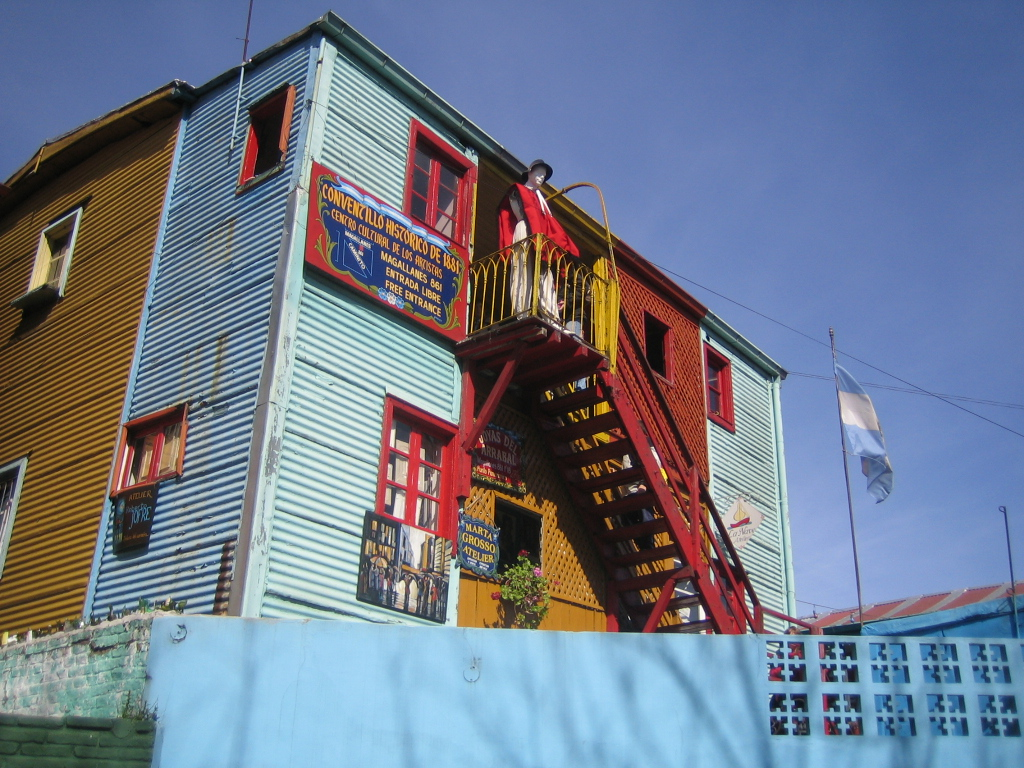
Detalle de otro conventillo del barrio de La Boca.

En Argentina y Uruguay fue el primer hogar de muchos inmigrantes recién llegados de la Inmigración europea a ambos países. En él se mezclaba gente de todos los idiomas y nacionalidades, principalmente italianos, españoles, franceses, judíos y árabes. Fue caldo de cultivo para la cultura popular, expresada en el tango y los sainetes, entre los que merecen destacarse las obras de Alberto Vaccarezza: 
- Tu cuna fue un conventillo (1920)
- El conventillo de la Paloma (1929)

El Conventillo de la Paloma todavía se levanta entre las calles Serrano y Thames, en el barrio de Villa Crespo en la ciudad de Buenos Aires. Fue construido especialmente para los trabajadores de una fábrica de calzados.

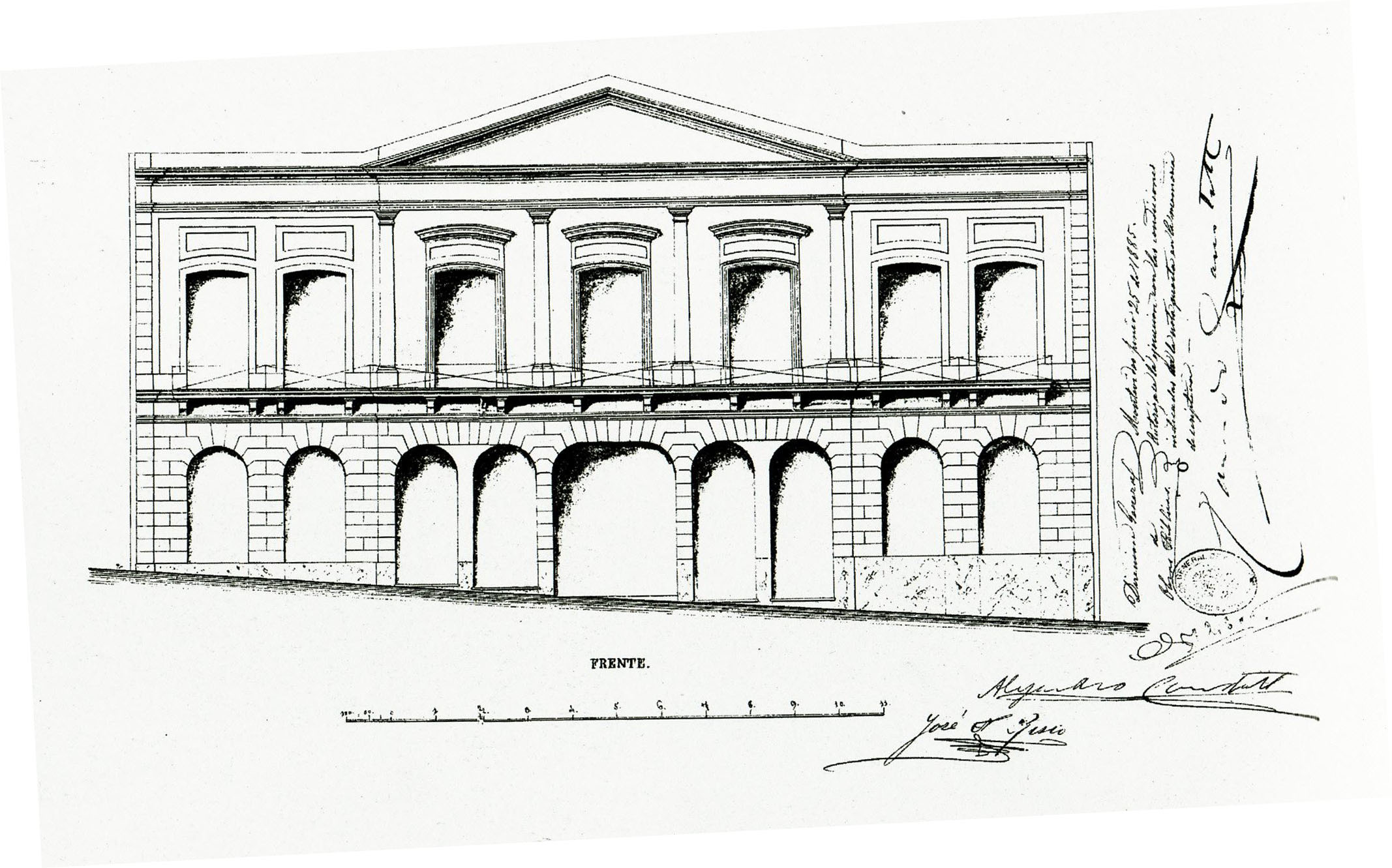
Plano del Conventillo Mediomundo, ícono de la raza negra y el candombe. Montevideo, Uruguay.

En Montevideo, Uruguay, fue célebre el Conventillo Mediomundo, ubicado en la clásica esquina de las calles Zelmar Michelini (ex-Cuareim) y Carlos Gardel (ex-Isla de Flores), cuna de la cultura afrouruguaya y el candombe. Construido en 1885 y demolido en 1978 por decreto de la Intendencia Municipal de Montevideo, en época de dictadura cívico-militar. Elegido como localización para la filmación de escenas o episodios de dos películas argentinas: Fantoche, de Luis Sandrini y Viva la vida dirigida por Enrique Carreras, donde un episodio transcurre íntegramente en el conventillo o sus alrededores, moradores y vecinos participaron como extras.
En Chile el escritor José Santos González Vera, vivió en un conventillo y dejó sus experiencia en uno de sus libros Vidas mínimas con el cual ganó el Premio Nacional de Literatura de Chile en 1950.

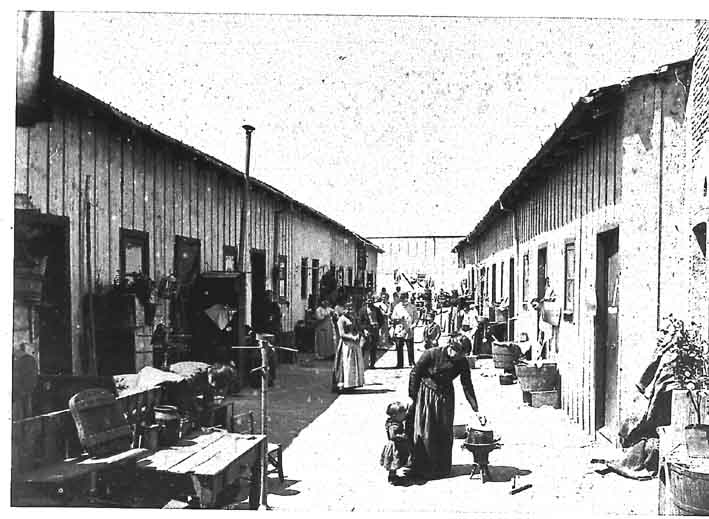
Conventillo en Buenos Aires hacia 1900

### Estructura
Eran estructuras improvisadas (por la gran inmigración). En general, había un patio central alrededor del cual se levantaba una doble fila de habitaciones en la planta baja y en uno o dos pisos superiores. Cada habitación estaba conectada con el patio central por una puerta, podían o no tener ventanas, y esto no permitía la entrada de luz. En las habitaciones vivían una familia o, hasta 2 familias en un solo ambiente separado por una cortina; este hacinamiento facilitó la difusión de epidemias como la de la fiebre amarilla en 1871. Los baños eran escasos, como las canillas para proveerse de agua potable, la cual no estuvo disponible hasta 1880. Las construcciones estaban hechas de madera y chapas onduladas (cinc) por lo que los incendios eran fáciles de generar y propagar. Las construcciones también eran espontáneas (lo que significaba que si se necesitaba colocar una puerta o ventana se la colocaba). Algunos barrios aledaños al río, como el de La Boca, estaban construidos sobre pilotes de madera para evitar inundaciones y la pintura característica que tenían eran sobrantes de pintura del calafateado de los barcos.